# Eaddy
Eaddy é um sobrenome e um nome próprio. Pessoas notáveis com o este nome/sobrenome incluem:
- Don Eaddy (1934–2008), jogador americano de beisebol, futebol americano e basquete
- Tahj Eaddy (nascido em 1996), jogador de basquete americano[1]
- Eaddy Mays, atriz e produtora norte-americana

1. ↑  Twitter; Instagram; Email; Facebook (8 de abril de 2021). «Tahj Eaddy will forgo final year at USC and declare for NBA draft». Los Angeles Times (em inglês). Consultado em 25 de maio de 2024